# Chloanthes parviflora
Chloanthes parviflora là một loài thực vật có hoa trong họ Hoa môi. Loài này được Walp. mô tả khoa học đầu tiên năm 1845.